# Ludwik Cienciała
Ludwik Cienciała [ludvik čenčaua] (10. ledna 1922 Dolní Líštná – 14. června 1984 Třinec) byl aktivista Polského kulturně-osvětového svazu, lidový vyprávěč působící na Těšínsku, tvůrce známé postavy Matěje (Maciej).

## Životopis
Narodil se 10. ledna 1922 v Dolní Líštné na Třinecku. Stejně jako rodiče, pracoval celý život v mechanických dílnách Třineckých železáren. Za okupace byl několik měsíců vězněn a poté deportován do Říše na nucené práce. Po skončení války se vrátil do vlasti a aktivně se začal angažovat v oblasti kultury - pořádání divadelních představení, společných setkání s různými programy, kterých se i sám zúčastnil. Už jako chlapec se začal zajímat o amatérské divadlo v rodné vesnici a Třinci. Ve svém okolí a i ve škole vynikal nevšedním humorem a již v mládí ho doprovázela přezdívka Švejk. Svůj jadrný humor celý život sdílel s veřejností. V padesátých letech zorganizoval v rámci místní skupiny PZKO v Dolní Lištné divadélko satiry a humoru Smyk. Jednalo se o první skupinu malých forem na Těšínsku. A protože měl kolem sebe mnoho dobrých zpěváků, Ludwik Cienciała se rozhodl uspořádat v Lištné akci Naše písnička. Vzhledem k obrovskému úspěchu proběhla v Třinci repríza, ale už s názvem Festival polské písně (Festiwal Piosenki Polskiej). Postupem času došlo k pokračování těchto akcí v Třinci. V souvislosti se vznikem, nyní dobře známého v oblasti Těšínska i mimo něj souboru Gorol od roku 1950 se stává Ludwik Cienciała jeho členem. V roce 1952 soubor Gorol uvedl divadelní představení Gorolsko błyskawica (Gorolský blesk), ve kterém hrál jednu z hlavních rolí - postavu Matěje (Maciej). Vytvořil tak nezapomenutelnou postavu, která bavila diváky k slzám (hrál vedle statného horala Jury spod Gronia (W. Niedoba) na mnoha akcích v místních skupinách PZKO, na Gorolskich Świętach v Jablunkově, v průběhu Týdne beskydské kultury ve Wisle, v Jaszowci a folklorních festivalech v Zakopaném. Jednalo se o průlom v činnosti Ludwika Cienciały. Postupem času došlo k vytvoření nezávislé formy, která se stala symbolem těšínského humoru. Cienciała hostoval na vystoupeních jiných souborů jako pěvecké sbory Hasło, Świbica, Hutnik, a to jak na Těšínsku tak i v Polsku. Více než dvacet let působil v hlavní radě PZKO, zejména v jeho folklorní sekci. Za obětavou práci v této organizaci obdržel řadu svazových ocenění a Medaili za zásluhy o polskou kulturu.
Zemřel za tragických okolností při explozi plynu v bytovém domě v Třinci dne 14. června 1984.
Až po jeho smrti byla publikována sbírka jeho průpovídek, vtipů a humorných scének pojmenovaná "Śmiych Macieja"

### Literární činnost
- Ludwik Cienciała, Śmiych Macieja, Profil, 1986.

### Vyznamenání
- "Medaile za zásluhy o polskou kulturu".

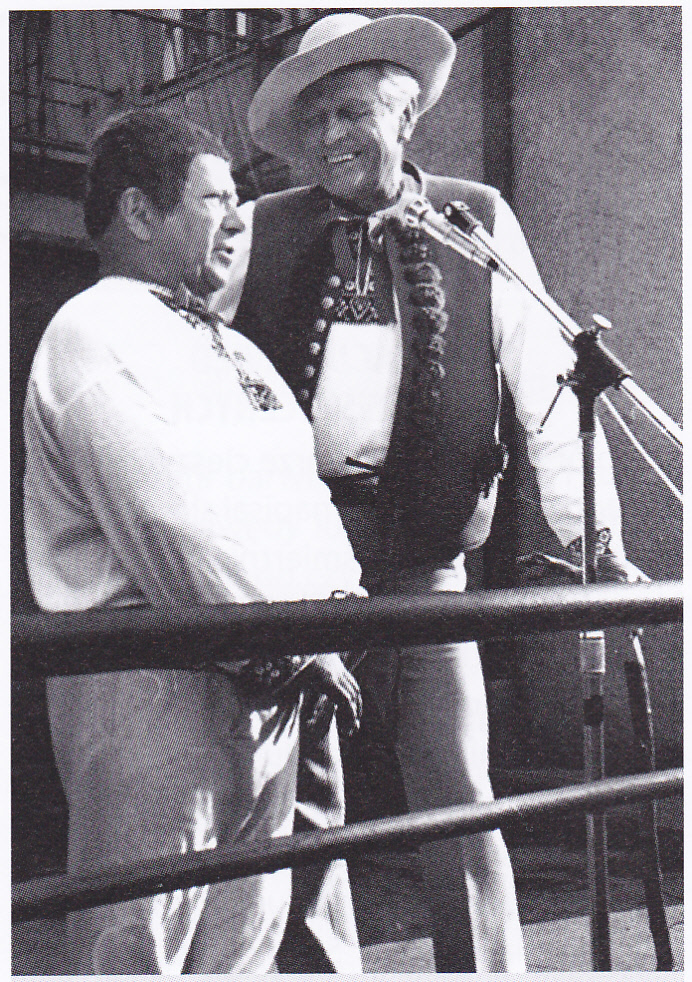
Matěj a Jura
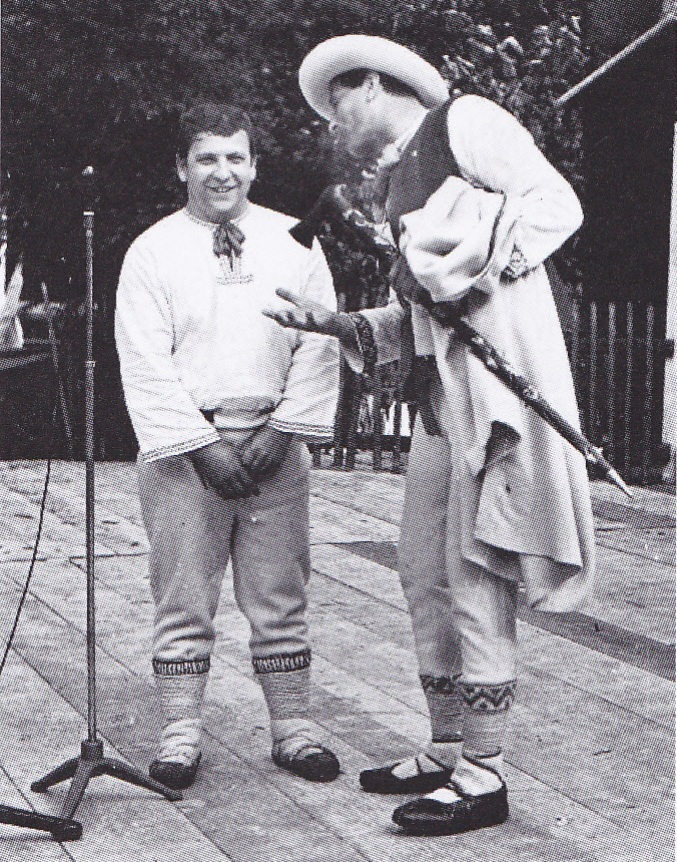
Matěj s Jurou
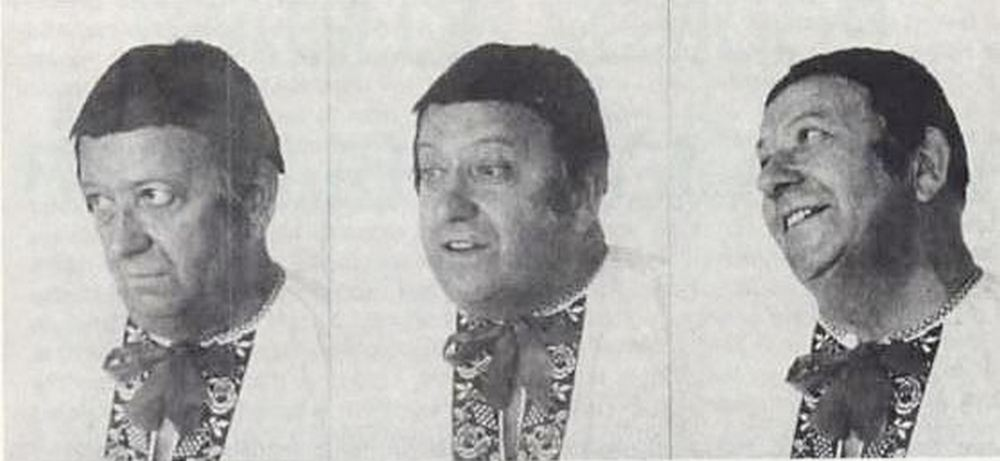
Matěj
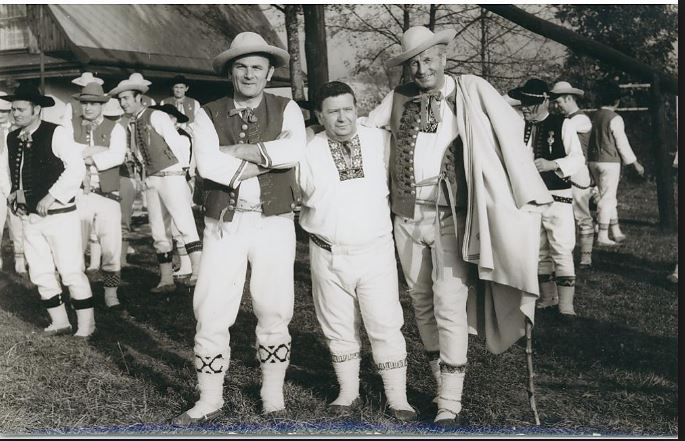
W.Młynek,L.Cienciała,W.Niedoba
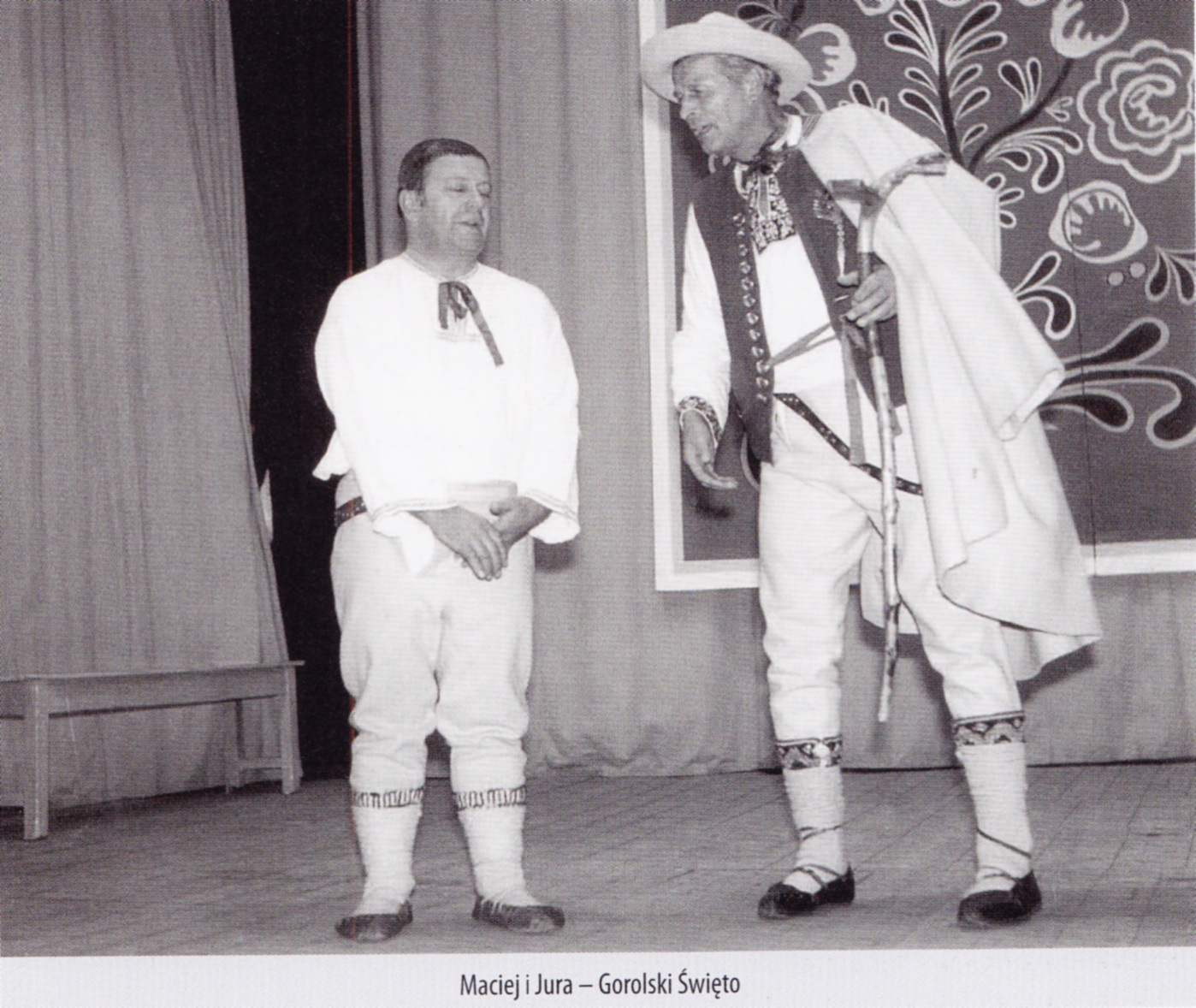
Na horalském svátku